# Hitman: Blood Money
Hitman: Blood Money es el cuarto juego de la serie Hitman. La demo del juego fue lanzada el 22 de mayo de 2006. Oficialmente el juego fue lanzado a la venta el 26 de mayo de 2006 en Europa y el 30 de mayo en los Estados Unidos.

## Trama
El juego comienza con un flashback en un parque de atracciones abandonado de Baltimore, Maryland, donde muchas personas murieron en un accidente causado por el mantenimiento negligente de una rueda de la fortuna. El padre de una de las víctimas llama a la Agencia y ordena un golpe sobre el dueño del parque, Joseph Clarence, quien fue absuelto de todos los cargos. El Agente 47 lleva a cabo el golpe; después de esa tarea, recibe una serie de contratos de clientes estadounidenses dispuestos a contratar al legendario asesino.
La mayor parte del juego se desarrolla como secuencias de flashback que ocurren concordantes hasta el presente (2005), en el que un periodista y el exdirector del FBI, "Jack" Alexander Leland Cayne, discuten los golpes de 47 entre (2004 y 2005) y su participación en ellos. El reportero, Rick Henderson, se dispuso a entrevistar a Cayne sobre un reciente ataque a la Casa Blanca. Pronto se hace evidente que las verdaderas intenciones de Cayne son discutir sobre 47. Cayne miente acerca de muchos detalles, como al indicar que 47 robó datos de clonación de Ort-Meyer para venderlos al mejor postor. A medida que la historia avanza, se da a entender que los empleados de la Agencia están siendo sistemáticamente eliminados por dos clones albinos, Mark Purayah II (Mark Purayah Jr.) y Mark Parchezzi III, enviados por una contraparte occidental a la Agencia llamada "La Franquicia". La situación se degrada hasta el punto de que el controlador de 47, Diana Burnwood, le informa de que son los únicos que quedan. Incluso se hace un atentado contra la vida de 47 en París, que casi le mata (haciendo referencia a los sucesos de Hitman: Contracts). En 2004, en Mardi Gras en Nueva Orleans, Luisiana, 47 es capaz de matar a Mark II y a otros dos asesinos de la Franquicia.
Luego el agente 47 va a su casa a tomar café.
Diana cierra la Agencia con un contrato final para matar a los asesinos que vienen a buscarlos y divide los fondos restantes entre ellos. Después de la asignación, 47 es abordado por un viejo conocido, un agente de la CIA llamado Smith, al que 47 había rescatado de una clínica de rehabilitación antes en el juego a través de un suero que imita los síntomas de la muerte. Se acerca a 47 con una misión de alto perfil, pagada usando varios millones de dólares en diamantes, para prevenir el asesinato del Presidente de los Estados Unidos, Tom Stewart. Los asesinos son el clon asesino de "La Franquicia", Mark Parchezzi III, y el Vicepresidente, Daniel Morris, ambos trabajando para Alpha Xerox, la oscura organización política que posee a la Franquicia y se dedica a monopolizar la tecnología de clonación que dio lugar a 47. Ellos pretenden asesinar al Presidente antes de las elecciones para que no pueda ser reelecto y continuar con su postura pro-clonación, lo que deshabilitaría su capacidad de monopolizarla; "La Franquicia" y su padre controlador pueden perder su ventaja militar.
47 elimina con éxito a Morris y luego a Parchezzi en la Casa Blanca. Un artículo periodístico al final del nivel muestra que Parchezzi es considerado el asesino de Morris. Perseguido tanto por agentes enemigos y la policía, 47 huye a su escondite. Sin previo aviso, es visitado por Diana, inmediatamente despertando sus sospechas. Diana le propone un plan a 47 para ayudarles a ambos de escapar del peligro de "La Franquicia". Como 47 reflexiona sobre la reunión que ella le lleva, expresando sus temores en cuanto a la probabilidad del éxito, Diana le inyecta lo que parece ser una jeringa de veneno. El cuerpo de 47 es rodeado por oficiales del SWAT, y Diana, anunciando que matar a 47 fue "sorprendentemente agradable", es formalmente incluida en "La Franquicia" por Alexander Leland Cayne, su fundador.
La historia en este punto se desplaza hasta el presente; 47 está previsto para ser cremado para que su médula ósea no puede ser aprovechada por los rivales de clonación, destruyendo para siempre la posibilidad de alguien más de producir un clon no defectuoso. Diana coloca las Silverballers personalizadas de 47 sobre su pecho durante su precipitado funeral y lo besa tras aplicarse lápiz labial. Se hace evidente que el "veneno" que Diana se inyectó era en realidad un suero de falsa muerte que 47 había utilizado en una misión anterior y su lápiz labial contiene el antídoto para éste, implicando que ella estaba realmente 'matando' a 47 para su supervivencia. El funeral inicia y la historia entonces concluye en una de dos formas diferentes, dependiendo de la elección del jugador. La primera ocurre si el jugador no hace nada durante el funeral de 47, se presume que el antídoto no funciona, y 47 desciende al crematorio. El segundo final se produce si el jugador presiona constantemente el botón "arriba" durante el funeral, el corazón de 47 empezará a latir significando que el antídoto fue un éxito y 47 despierta. 47 mata a todos, incluyendo al sacerdote, los guardias personales de Cayne, a Rick Henderson y al mismo Cayne (Diana ya había huido), sin dejar testigos y, finalmente, asegurando la identidad de 47 del público.
Después del baño de sangre en el funeral, Diana utiliza los bienes de La Franquicia para reabrir la Agencia Internacional de Contratos, con vistas al puerto de Copenhague. Ella recibe una llamada de un cliente referido como "Su Majestad". La voz no se escucha, pero Diana le responde que la Agencia ha perdido el rastro de 47. Mientras tanto, 47 es visto en un negocio entablando conversación con un hombre chino tradicionalmente vestido. Hablan de un servicio que puede ser encontrado "en la parte de atrás". La historia termina con una serie de cortinas cerrando en dos.
Finalmente se encuentra con el doblaje de los personajes, totalmente en castellano.

## Jugabilidad
Hitman es un título de acción y espionaje táctico en tercera persona. Al igual que con las entregas anteriores, Hitman: Blood Money tiene al protagonista de la serie de control del jugador, el Agente 47, a quien se le asignan varios objetivos para asesinar para completar las misiones. Cada nivel corresponde a una misión que ha sido asignada y se va a conocer a través de un completo informe, mediante una computadora que a su vez está contactada con la agencia que contrata a 47, en su escondite. Guardias armados, controles de seguridad, testigos y otros obstáculos intentan impedir el éxito del Agente 47. El jugador guía al Agente 47 a través de los niveles del juego desde una perspectiva en tercera persona.
Las misiones están divididas en distintos objetivos primarios y secundarios. Los primeros son indispensables para completar el nivel, los segundos suelen añadir un plus de dificultad y dedicación al mismo.
Una característica de jugabilidad es que se puede completar la misión con una total libertad: sin pasar desapercibido, es decir, matando a todo lo que se acerca a 47, infiltrándonos y así matar solo a nuestros objetivos o mezclando ambos conceptos… Lo importante es conseguir los objetivos, aunque está claro que acabar con todo lo que se acerque a 47 no es precisamente el modus operandi de un prestigioso asesino a sueldo. Además, esto incrementaría el nivel de tensión en la gente y haría más sencillo descubrir nuestra verdadera identidad.
Un mapa que muestra cada área topográfica y la ubicación de los objetivos y personajes ayuda al jugador. Para completar su misión, el Agente 47 utiliza múltiples métodos para eliminar objetivos, independientemente de los testigos o la violencia hacia los transeúntes. Blood Money penaliza a los jugadores por hacer demasiado ruido o ser demasiado violentos.
Las nuevas características introducidas en Blood Money incluyeron la capacidad de escalar obstáculos, combate sin armas mejorado, el uso de NPC como escudos, la capacidad de deshacerse de los cuerpos, animaciones de personajes mejoradas, un nuevo motor de juego y la capacidad de actualizar armas y equipos. Se pueden actualizar siete de las armas destacadas en el juego y algunas piezas de equipo.
Blood Money introdujo un sistema de notoriedad que sube y baja en función del éxito del Agente 47. Cuanto mayor sea la notoriedad del Agente 47, más fácil será para los NPC identificarlo. Si el Agente 47 es capturado por una cámara de vigilancia o es testigo de un asesinato, la notoriedad del personaje aumentará. Si el jugador ejecuta una misión a la perfección, la notoriedad del Agente 47 será mínima. Blood Money proporciona a los jugadores métodos para reducir la notoriedad del Agente 47, incluida la destrucción de equipos de vigilancia y el soborno. La notoriedad ganada en las primeras misiones afectará a las misiones posteriores. El jugador recibe un pago al completar una misión, que puede usarse para mejorar las armas o sobornar a las autoridades para reducir su puntaje de notoriedad.
La cantidad de dinero que recibe el jugador depende de qué tan limpio se lleve a cabo el asesinato, con asesinatos silenciosos sin testigos que reciben el pago más alto. Al completar cada misión, se muestra un artículo de periódico que contiene los resultados de la misión, el nivel de notoriedad del Agente 47, el arma que se usa con más frecuencia y con qué precisión se usó, la cantidad de policías, seguridad y civiles muertos o heridos, y la existencia de testigos. Se muestran bocetos de la cara del Agente 47 y se vuelven más precisos a medida que crece la notoriedad del personaje. Los jugadores reciben calificaciones basadas en el éxito de la misión, como la designación de asesino silencioso cuando el objetivo fue asesinado de la manera más limpia y silenciosa posible.

### Armas
Dentro de las armas la variedad es enorme. El protagonista cuenta en cada misión con un "kit básico" que contiene por ejemplo una mina, detonador, cable para ahorcar, veneno o monedas. Algunos de estos ítems sirven únicamente para realizar maniobras de distracción contra los guardias o presencias incómodas. Es decir, si se fuerza una explosión en un punto del escenario se atraerá a las fuerzas de seguridad allí, mientras se puede atacar por otro lado. De la misma manera, tirar una moneda al suelo puede obligar a un guardia a patrullar dejando desguarnecida una puerta. En cambio, el cable o las inyecciones letales ayudan a realizar ataques por sorpresa a enemigos. Estos ataques lógicamente han de llegar por la espalda, porque el concepto del juego es no ser visto.
Blood Money mejoró el sistema de armas cuerpo a cuerpo de versiones anteriores, lo que permite a los jugadores lanzar armas letales a los NPC. A diferencia de los juegos anteriores, las armas cuerpo a cuerpo no se pueden transferir al inventario del jugador. Blood Money también presenta asesinos rivales.
El arsenal de armas a disposición es muy amplio. Antes de cada misión se podrá elegir con cuales de ellas comenzar, aunque ocultarlas no será nada sencillo; de hecho, algunas de ellas serán dejadas por la agencia en puntos estratégicos del escenario. Se emplearán pistolas de varios tipos, cuchillos, escopetas, armas de repetición o rifles de francotirador. También existe la posibilidad de incorporar mejoras en ellas. Así se conseguirán instalar culatas, silenciadores, nuevos tipos de munición, dos pistolas simultáneamente, etc.
También tenemos la posibilidad de ir ampliando nuestro armamento cogiendo armas en misiones de enemigos, policías, víctimas... Éstas, se podrán elegir para las misiones pero sustituirán a otras armas. Agente 47, antes de empezar la misión, puede elegir que armas llevar, cargando a la misión como máximo un tipo de pistola, una metralleta (que junto a la pistola será guardada en el propio inventario de 47) y un tipo de arma pesada (como los varios tipos de metralletas como la M4A1, escopetas como la SPAS-12 y rifles francotirador como el Walther WA2000). Todo lo referente a las armas de fuego es un tanto contradictorio, ya que el objeto del juego es precisamente no tener que usarlas, sino poder completar la misión con la mayor discreción. Serán especialmente útiles cuando queda poco para el final del nivel y se prefiera disparar para alcanzar la salida.

### Inteligencia artificial
En cada misión se verá cómo los personajes especialmente relevantes tienen unas rutinas muy claras. Cada uno cuenta con una serie de scripts causa-efecto en función de lo que vaya ocurriendo. Los guardias, víctimas y testigos realizan distintos recorridos y reaccionan a nuestras acciones. Por ejemplo, nuestro disfraz puede ser identificado fácilmente por alguien del mismo tipo o al menos levanta mayores sospechas. Además, si un guardia descubre a algún personaje muerto, y sin ropa, sabrá que el asesino la robó, y ordenará a los demás que vigilen a cualquiera que lleve ese traje. También, podemos añadir que en caso de que matemos a una persona y la misma empiece a sangrar, en cuanto la arrastremos para ocultar el cuerpo, este dejara rastros de sangre en el suelo fácilmente identificables por guardias quienes se guiaran por el rastro hasta llegar al cuerpo. De todos modos la inteligencia artificial de los personajes puede ser alterada para que sean más brillantes y no te dejen hacer casi nada, o para que sean más descuidados y te sea más fácil cumplir con tu misión.

### Niveles de dificultad
En cada escenario se puede guardar un número limitado de veces en función de los cuatro niveles de dificultad que hay. En el más complicado no será posible salvar nuestro progreso. Sin embargo, estas partidas guardadas no nos permiten seguir jugando desde ese punto una vez abandonado el nivel, sino que sirven de pequeños puntos de control que nosotros mismos escogemos por si la cosa se tuerce durante el mismo. Cuando lo hayamos completado sí será posible guardar de forma definitiva.
| Dificultad  | Guardar partida | Comportamiento de la IA | Ayuda de la Agencia | Notoriedad  | Pruebas                     |
| ----------- | --------------- | ----------------------- | ------------------- | ----------- | --------------------------- |
| Novato      | Todas las veces | Confortable             | Total               | Desactivada | N/D                         |
| Normal      | 7 veces         | Completo                | Normal              | Activada    | N/D                         |
| Experto     | 3 veces         | Mejorado                | Reducida            | Activada    | Repercuten la clasificación |
| Profesional | No se puede     | Avanzado                | Mínima              | Activada    | Repercuten la clasificación |

## Gráficos
El anuncio de “Hitman: Blood Money” trajo también el desarrollo de un nuevo motor de juego denominado Glacier. El motor Glacier cumple pero se asienta sobre las bases que ya se vieron en pasados capítulos. Se destaca por su estabilidad y solidez en la representación de los escenarios abiertos en los que se desarrollan las misiones, sin tiempos de carga intermedios y con sensación de amplitud. Por lo demás, una perspectiva en tercera persona (con opción a primera) fluida y con cámara libre. 
Dentro del juego también se dispone de un selector de Hz.

### Requisitos
Requisitos mínimos: Sistema operativo: Windows 2000 / XP. Procesador: Pentium 4 a 1.5 GHz o AthlonTM XP equivalente. Tarjeta gráfica: con píxel shader 2.0 (NVidia Geforce FX o ATi Raedon 9500) Espacio libre en disco duro: 5 GB.
1 GB de RAM.
Requisitos recomendados: Procesador: Pentium 4 a 2.4 GHz o AthlonTM XP equivalente. Tarjeta gráfica: ATI X800, NVidia Geforce 6800 o superior.
Requisitos óptimos: Sistema operativo: Windows 7 / 8 / 8.1 / 10. Procesador: Core i3 a 3.0 GHz o más, o un AMD Athlon II equivalente. Tarjeta gráfica: ATI Radeon HD 5450, nVIDIA Geforce GTX 260. 3 GB de RAM o más.

## Música y sonido
El responsable de la creación de la banda sonora ha sido de nuevo Jesper Kyd, que ha trabajado en todas las entregas de la saga. No es su única intervención en un videojuego sino que también se pueden escuchar sus composiciones en por ejemplo Minority Report, Splinter Cell: Chaos Theory, entre otros.
Para la ejecución y grabación de los temas ha contado con la ayuda de la Orquesta Sinfónica de Budapest. El resultado son melodías adaptadas al escenario en el que nos encontramos así como a la situación en que está el jugador. 
Por otra parte están los efectos sonoros, que han sufrido una renovación mucho menor y casi imperceptible respecto a otras entregas del juego. Se ha cuidado especialmente el realismo del sonido de las armas, al igual que otros detalles como por ejemplo, la respiración del personaje al apuntar con mira telescópica.

## Desarrollo
Hitman: Blood Money se anunció en noviembre de 2004, con un lanzamiento programado para la primavera de 2005. Sin embargo, la fecha se retrasó más tarde hasta 2006. En marzo de 2006, se reveló que el juego se lanzaría en Xbox 360, lo que lo convertiría en el primer juego de Hitman que se lanzaría en la séptima generación de consolas de videojuegos. Blood Money fue lanzado para PlayStation 2, Xbox, Xbox 360 y Microsoft Windows el 26 de mayo de 2006 en Europa bajo en región PAL, y el 30 de mayo en Norteamérica.
El juego, junto con sus predecesores, estuvo disponible en Steam en marzo de 2007. El 29 de enero de 2013, Blood Money se incluyó en Hitman HD Trilogy, una compilación que también incluye Hitman 2: Silent Assassin y Hitman: Contracts, lanzado para PlayStation 3 y Xbox 360.
En marzo de 2018, la versión Xbox 360 del juego se hizo retrocompatible para Xbox One. Blood Money también se incluyó en otra compilación, Hitman HD Enhanced Collection, con Hitman: Absolution, que se lanzó para la PlayStation 4 y Xbox One, en enero de 2019. Esta versión del juego se remasterizó con imágenes actualizadas y se podía jugar en resolución 4K.
En octubre de 2023 se anunció Hitman: Blood Money Reprisal, esta versión tiene gráficos mejorados, se incluye el Modo Instinto de las últimas entregas de la saga y un mini mapa del entorno, fue lanzado el 30 de noviembre de 2023 para dispositivos móviles con Android y iOS. Esta versión del juego también saldrá para Nintendo Switch, su fecha de lanzamiento está pautada para el 25 de enero de 2024.

## Recepción
Hitman: Blood Money recibió críticas "generalmente positivas" en todas las plataformas, según el agregador de reseñas Metacritic.
GameSpot informó que diversos escenarios imaginativos le dieron a Blood Money su parte de emociones violentas. GameSpy elogió el alcance ampliado y las opciones en cada nivel, como hacer que las muertes parecieran accidentes, y dijo que el juego brindaba suficientes opciones para alentar a los jugadores a jugar misiones varias veces, pero criticó el sistema de notoriedad como "infrautilizado".
IGN elogió las "impresionantes composiciones orquestales" de Blood Money. GameTrailers escribió que la banda sonora "impulsa tus emociones" a través de las misiones.
Al contrario de este elogio, TeamXbox criticó a Blood Money por no ofrecer innovaciones de su predecesor Hitman: Contracts.
Hitman: Blood Money vendió más de 1,5 millones de copias el 17 de julio de 2006. Para 2011, había vendido más de 2,1 millones de copias.

### Controversia
Varios anuncios que promocionaban Blood Money generaron controversia por sus imágenes violentas. El anuncio que más llamó la atención mostraba a una mujer acostada en una cama en lencería, aparentemente dormida pero con un agujero de bala en la frente. El pie de foto sobre la imagen decía: "Maravillosamente ejecutado...". Otros anuncios decían "Ejecutado de forma clásica" que presentaba a un violonchelista que ha sido ejecutado con un garrote, "Fríamente ejecutado" que mostraba un cuerpo en un congelador, y "Sorprendentemente ejecutado", que mostraba a una mujer electrocutada en un baño por una tostadora. Estos anuncios fueron criticados por promover el asesinato, y un comentarista dijo que eran de "extremadamente mal gusto".